# Бутадиен-стирольные каучуки
Бутадиен-стирольные каучуки — группа продуктов сополимеризации бутадиена −1,3 и стирола или метилстирола наиболее распространенный тип каучуков общего назначения, синтез которых осуществляется в эмульсии по свободно-радикальному механизму. СКС («синтетический каучук стирольный») относятся к некристаллизирующимся сополимерам нерегулярного строения со статистическим распределением мономерных звеньев. Около 30 % звеньев стирола изолированы, примерно 40 % расположены попарно. 80 % бутадиеновых звеньев полимерной цепи имеют присоединение в положении 1,4, главным образом в транс-форме (около 70 %), около 20 % присоединены в положение 1,2. Разновидностью бутадиен-стирольных каучуков являются бутадиен-а-метилстирольные каучуки (СКМС), характеризующиеся близкими структурой и свойствами.
Широкое распространение СКС объясняется высокими техническими свойствами резины на их основе, пригодностью их для производства шин и других резиновых изделий высокого качества и доступностью мономеров. Промышленный выпуск и потребление бутадиен-стирольных каучуков достигли очень больших размеров.

## Технология получения
Производство бутадиен-α-стирольных каучуков, исключая синтез мономеров, состоит из следующих стадий:
1. Сополимеризация мономеров в эмульсии;
2. Отгонка незаполимеризовавшихся мономеров;
3. Выделение и сушка каучука.

Весь производственный процесс оформлен по непрерывной технологической схеме.

## Физические свойства
Все бутадиен-стирольные каучуки эмульсионной полимеризации, а также статистические каучуки растворной полимеризации являются полностью аморфными полимерами. Свойства полимеров различаются в зависимости от содержания связанного стирола. С повышением содержания в полимере присоединенного стирола увеличивается плотность, температура стеклования и диэлектрические характеристики. Каучук растворим в алифатических и ароматических углеводородах, хлороформе, четырёххлористом углероде, сероуглероде.

## Технологические свойства
Бутадиен-стирольные каучуки, полученные эмульсионной полимеризацией при малом содержании регулятора (нерегулированные), характеризуются высокими жесткостью (жесткость по Дефо 20-35 Н), вязкостью по Муни (выше 100 усл. ед.) и эластическим восстановлением (эластическое восстановление по Дефо 4-5 мм). Такие каучуки с трудом поддаются обработке. Для снижения вязкости и улучшения обрабатываемости они подвергаются термоокислительной деструкции в воздушной среде при 130—140 °С под давлением 0,30-0,33 МПа в течение 35-40 мин. При этом их жесткость падает до 3,0-4,5 Н.
В настоящее время основную массу СКМС составляют регулированные каучуки. Они хорошо обрабатываются на обычном оборудовании, применяемом при производстве резиновых изделий. Их особенностью по сравнению с изопреновыми каучуками является повышенное теплообразование и большой расход энергии при смешении, что объясняется межмолекулярным взаимодействием молекулярных цепей. Повышенное эластическое восстановление смесей определяет относительно большую усадку заготовок при формовании. Полученные заготовки вследствие высокой термопластичности каучука хорошо сохраняют форму (смеси имеют хорошую «каркасность»). Резиновые смеси на основе СКМС характеризуются невысокой клейкостью, что затрудняет изготовление сложных изделий из отдельных деталей.

## Вулканизация
Процесс вулканизации бутадиен-стирольных и бутадиен -а-метилстирольных каучуков аналогичен вулканизации смесей из натурального каучука.
Скорость вулканизации бутадиен-стирольных и α-метилстирольных каучуков обусловлена природой содержанием в них примесей, эмульгаторов и продуктов их превращения, антиоксидантов и др.
Каучуки, полученные с применением канифольного эмульгатора, вулканизуются медленнее, чем полученные с применением жирнокислого эмульгатора. Вулканизация каучука серой проводится в присутствии ускорителей и активаторов, которые позволяют не только ускорить процесс вулканизации, но и улучшить свойства резин.

## Свойства вулканизатов
Вулканизаты из бутадиен-стирольных каучуков значительно меньше сохраняют прочность при растяжении, относительное удлинение и сопротивление разрыву при повышенных температурах (100оС) и характеризуются менее высокой эластичностью, более высокими механическими потерями и повышенным теплообразованием по сравнению с вулканизатами из натурального каучука, а также уступают им по сопротивления многократным деформациям изгиба, растяжения, сжатия, разрастанию пореза и текучести.
Ненаполненные резины (вулканизаты) из бутадиен-стирольных и α-метилстирольных каучуков имеют низкую прочность при растяжении. В связи с этим применяются активные наполнители каучуков — главным образом технический углерод различных марок, отличающихся способом производства, дисперсностью, структурностью и др.
Для получения белых и цветных резин применяются светлые усилители — тонкодисперсная кремнекислота (белая сажа), высокоактивная окись алюминия и др.
Бутадиен-стирольные каучуки с минимальным содержанием примесей поглощают воду, по диэлектрическим свойствам равноценны натуральному каучуку.
По водостойкости и газопроницаемости резины из бутадиен-стирольных каучуков практически равноценны резинам из натурального каучука. Вулканизаты из СКС достаточно стойки к действию сильных и слабых кислот, щелочей, спиртов, эфиров, кетонов и пр. Набухают в бензине, бензоле, толуоле, четырёххлористом углероде, в растительных и животных маслах и жирах. В бензине и бензоле бутадиен-стирольные каучуки набухают меньше, чем натуральный каучук.
Промышленность синтетического каучука вырабатывает бутадиен-стирольные и бутадиен-α-метилстирольные каучуки в широком ассортименте, получаемые полимеризацией при 5 и 50оС. Наиболее распространены каучуки, получаемые путём полимеризации при температуре 5оС. Эти каучуки содержат связанного стирола или α-метилстирола 22,0-25,0 % и относятся к каучукам общего назначения, потребляемым главным образом для изготовления автомобильных шин и резинотехнических изделий. Указанное содержание связанного стирола или α-метилстирола является оптимальным в отношении свойств каучуков.
Для производства автомобильных шин и резинотехнических изделий широко используются каучуки, содержащие высокоароматические масла, хорошо совмещающиеся с ними, улучшающие пластоэластические свойства и текучесть при формировании, облегчающие введение ингредиентов в резиновые смеси, уменьшающие их усадку. С этой же целью в каучуки вводится различные мягчители — смолы, жирные кислоты и др.

## Применение
Применяется в шинной, резинотехнической, кабельной, обувной, пищевой (жевательные резинки) и других отраслях промышленности.